# Artyom Filiposyan
Artyom Filiposyan (usbekisch Артём Филипосян; * 6. Januar 1988 in Mubarek) ist ein usbekischer Fußballspieler.

## Karriere

### Verein
Seinen ersten Vertrag unterschrieb Artyom Filiposyan 2006 beim usbekischen Club FK Mashʼal Muborak. Der Verein spielte in der ersten Liga des Landes, der Uzbekistan Super League. 2009 wechselte er nach Qarshi zu FC Nasaf, ebenfalls ein Erstligaverein. 2009 unterschrieb er einen Vertrag beim Ligakonkurrenten Bunyodkor Taschkent, einem Verein, der in der usbekischen Hauptstadt Taschkent beheimatet ist. 2014 wechselte er nach China zum Zweitligisten Liaoning FC. Der Verein ist in Shenyang beheimatet und spielte in der China League One. Nach nur vier Spielen ging er wieder in seine Heimat Usbekistan zu Lokomotiv Taschkent. Nach weiteren Stationen in Usbekistan, u. a. bei Bunyodkor Taschkent, FK Dinamo Samarkand und FK Buxoro, wechselte er 2019 nach Thailand. Hier unterzeichnete er bei PT Prachuap FC einen Einjahresvertrag. Der Verein  aus Prachuap spielte in der höchsten Liga des Landes, der Thai League. Nach 29 Erstligaspielen ging er Anfang 2020 nach Indonesien, wo er sich dem Erstligisten TIRA-Persikabo aus Bogor anschloss. Hier absolvierte er drei Erstligaspiele. Anfang 2021 kehrte er zu seinem ehemaligen Verein PT Prachuap nach Thailand zurück. Hier stand er bis Saisonende zwölfmal auf dem Spielfeld. Zur Saison 2021/22 wechselte er zum Zweitligaaufsteiger Muangkan United FC. Für den Verein aus Kanchanaburi absolvierte er 14 Zweitligaspiele. Nach der Hinrunde wurde sein Vertrag nicht verlängert. Im Februar 2022 unterschrieb er in Usbekistan einen Vertrag beim Erstligisten FK Soʻgʻdiyona Jizzax. Für den Klub aus Jizzax bestritt er neun Erstligaspiele. Der Ligakonkurrent FK Olmaliq aus Olmaliq nahm ihn im Juli 2022 unter Vertrag. Nach acht Ligaspielen wechselte er im Februar 2023 zum ebenfalls in der ersten Liga spielenden Surkhon Termez.

### Nationalmannschaft
Seit 2010 spielte Artyom Filiposyan 10 Mal für die usbekische Nationalmannschaft. Sein Debüt gab er am 11. August 2010 in einem Freundschaftsspiel gegen die Nationalmannschaft von Albanien.

## Erfolge
FC Nasaf
- Usbekischer Meister: 2011
- Usbekischer Pokalfinalist: 2011
- AFC Cup-Sieger: 2011

Bunyodkor Taschkent
- Usbekischer Meister: 2013
- Usbekischer Vizemeister: 2011
- Usbekischer Pokalsieger: 2012, 2013
- AFC-Champions-League-Halbfinale: 2012

Lokomotiv Taschkent
- Usbekischer Vizemeister: 2014
- Usbekischer Pokalsieger: 2014

PT Prachuap FC
- Thailändischer Ligapokalsieger: 2019